# Megachile tarsatula
Megachile tarsatula är en biart som beskrevs av Cockerell 1915. Megachile tarsatula ingår i släktet tapetserarbin, och familjen buksamlarbin. Inga underarter finns listade i Catalogue of Life.